# Acadia Lake
Acadia Lake är en sjö i Kanada.   Den ligger i provinsen Nova Scotia, i den östra delen av landet, 1 000 km öster om huvudstaden Ottawa. Acadia Lake ligger 55 meter över havet. Arean är 0,24 kvadratkilometer. Den ligger vid sjön Northeast Lake. Den sträcker sig 0,8 kilometer i nord-sydlig riktning, och 0,5 kilometer i öst-västlig riktning.
I omgivningarna runt Acadia Lake växer i huvudsak blandskog. Runt Acadia Lake är det mycket glesbefolkat, med 5 invånare per kvadratkilometer.